# Sabaria squalida
Sabaria squalida là một loài bướm đêm trong họ Geometridae.